# Рульман, Жак Эмиль

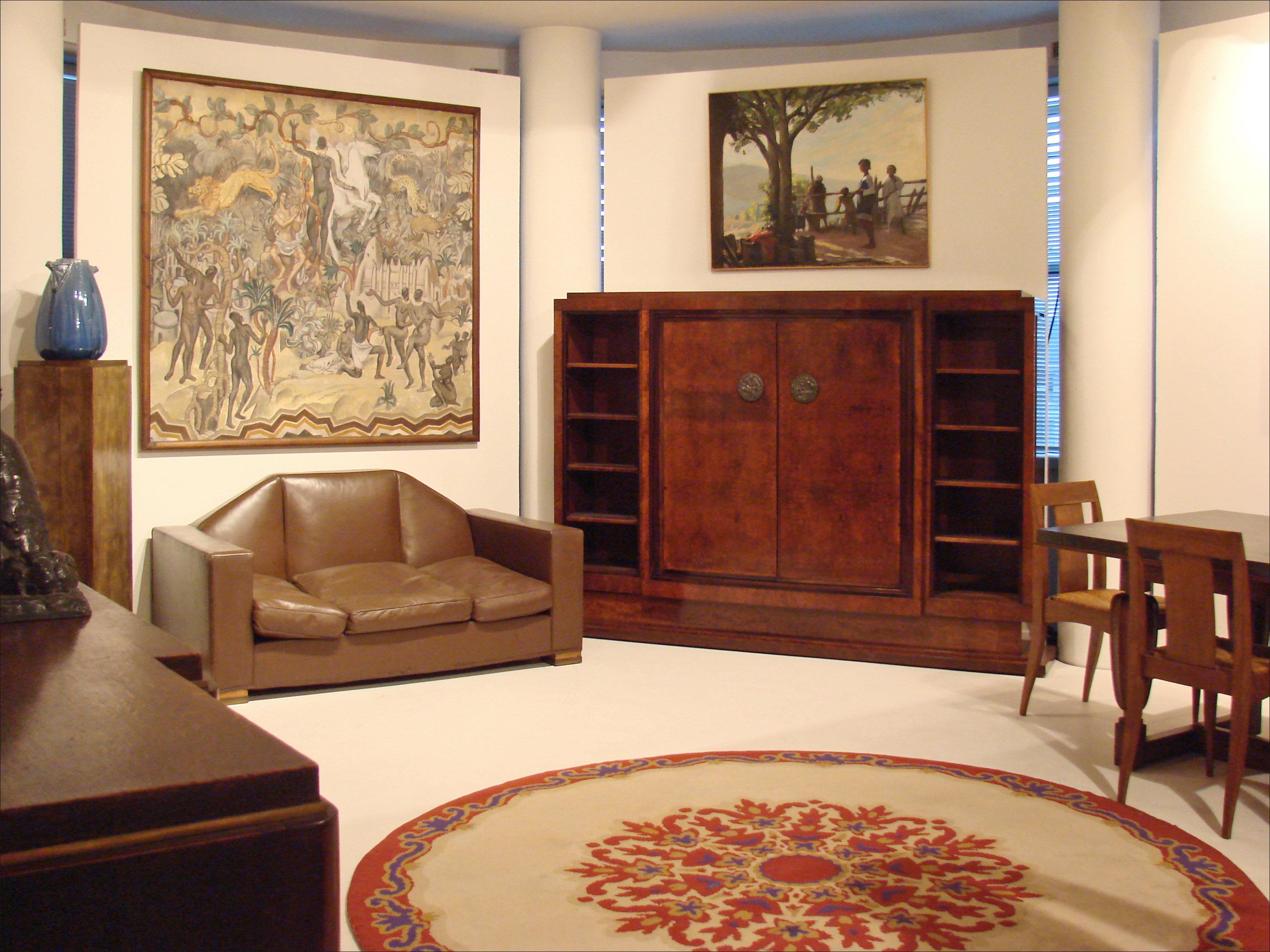
Меблировка особняка Жозефа Бернара, 1930-е годы

Жак-Эмиль Рульманн (фр. Jacques-Émile Ruhlmann, 28 августа 1879 – 15 ноября 1933) – французский дизайнер интерьера и мебели. Ведущий представитель направления ар-деко. Рульманн являлся оппонентом иностранных веяний в прикладном искусстве и ратовал за сохранение традиционных французских подходов в выборе материала и сугубо ручное конструирование мебели. Рульманн известен своими мебельными ансамблями и считается одним из первых интерьерных дизайнеров (ensemblier) Франции.

## Биография
Родился в Париже, но его родители были родом из Эльзаса. Отец Жака-Эмиля был владельцем фирмы, занимавшейся малярными и строительными работами. После смерти отца в 1907 году Жак-Эмиль перенял семейное дело, которое существовало с 1827 года.
В 1910 году, после женитьбы, Рульманн спроектировал мебель для своего собственного нового дома, что стало его первым опытом в области мебельного дизайна. При этом Рульманн был самоучкой, поскольку у него отсутствовало какое-либо художественное образование. Впервые выставил свои работы в рамках Осеннего Салона (фр. Salon d’Automne) в 1913 году, после которого успешно продал свои работы знаменитому парижскому кутюрье Жаку Дусе, а также мебель для Елисейского Дворца. В 1919 году Рульманн основал отдельную фирму по дизайну интерьеров. Помимо мебели фирма проектировала и другие элементы интерьера, например люстры, ткани и обои. В 1917 году значительно расширяет свою компанию, для которой строится отдельный комплекс на rue de Lisbonne в модном восьмом округе Парижа, вмещавший в себя офис, рабочее ателье и демонстрационный зал. Комплекс получил название Особняк Рульманна (Hôtel Ruhlmann) и был спроектирован другом Рульманна, архитектором Пьером Пату (Pierre Patout).В 1927 году в мебельной мастерской Рульманна работало несколько десятков работников. Вплоть до 1932 года в демонстрационном зале Рульманна устраивались выставки современных французских художников и скульпторов. 
В начале творческой карьеры в мебели Рульманна было заметно влияние ар-нуво, но впоследствии основным источником вдохновения стало французское мебельное искусство XVIII века. При создании мебели Рульманн использовал дорогие материалы, например слоновую кость и экзотические сорта древесины.
Сотрудничал с рядом французских скульпторов своего времени (Аристидом Майолем, Жозефом Бернаром, Антуаном Бурделем, Шарлем Деспио, Франсуа Помпоном), активно включая их работы как часть созданных им интерьеров и коллекционируя их произведения. Рульманн любил рисовать и активно копировал работы великих скульпторов из коллекции Лувра. После его смерти жена Рульманна опубликовала его акварели, исполненные в ярких тонах.  
Рульманн умер от болезни в 1933 году. По условиям его завещания фирма была ликвидирована после завершения работы над текущими заказами. Работы Рульманна хранятся в ведущих музеях мира, включая Лувр, Метрополитен, Музее Виктории и Альберта, Музее 30-х годов в Булонь-Бийанкур.